# Manuel Díaz Vega
Manuel Díaz Vega (Salas, 1 september 1954) is een Spaans voormalig voetbalscheidsrechter. Hij was in dienst van FIFA en UEFA tussen 1991 en 1999. Ook leidde hij van 1987 tot 2000 wedstrijden in de Primera División.
Op 29 augustus 1987 leidde Díaz Vega zijn eerste wedstrijd in de Spaanse nationale competitie. Tijdens het duel tussen Athletic Bilbao en RCD Mallorca (2–1 voor Bilbao) trok de leidsman viermaal de gele kaart. In Europees verband debuteerde hij tijdens een wedstrijd tussen Wacker Innsbruck en AS Roma in de voorronde van de UEFA Cup; het eindigde in 1–4 voor AS Roma en Díaz Vega hield de kaarten op zak. Zijn eerste interland floot hij op 12 februari 1992, toen Portugal met 2–0 won van Nederland. Tijdens dit duel gaf Díaz Vega twee spelers een gele kaart.
In 1996 werd de Spanjaard aangewezen als scheidsrechter voor de finale van de UEFA Champions League tussen Juventus en Ajax. Tijdens dit duel gaf hij vier gele kaarten aan spelers van Juventus en bij Ajax kregen Danny Blind, Finidi George en invaller Nordin Wooter een gele prent. Juventus won het duel op strafschoppen na een 1–1–gelijkspel.

## Interlands
| Datum            | Plaats                       | Wedstrijd                 | Uitslag | Competitie           | Kreeg geel | Kreeg voor de tweede keer geel en dus rood | Weggestuurd |
| ---------------- | ---------------------------- | ------------------------- | ------- | -------------------- | ---------- | ------------------------------------------ | ----------- |
| 12 februari 1992 | Faro, Portugal               | Portugal – Nederland      | 2 – 0   | Vriendschappelijk    | 2          | 0                                          | 0           |
| 22 april 1992    | Anderlecht, België           | België – Cyprus           | 1 – 0   | WK 1994 kwalificatie | 3          | 0                                          | 0           |
| 7 augustus 1992  | Barcelona, Spanje            | Australië – Ghana         | 0 – 1   | Olympische Spelen    | 5          | 1                                          | 0           |
| 10 november 1993 | Wenen, Oostenrijk            | Oostenrijk – Zweden       | 1 – 1   | WK 1994 kwalificatie | 2          | 0                                          | 0           |
| 20 juni 1994     | Washington, Verenigde Staten | Nederland – Saoedi-Arabië | 2 – 1   | WK 1994              | 5          | 0                                          | 0           |
| 16 augustus 1995 | Parijs, Frankrijk            | Frankrijk – Polen         | 1 – 1   | EK 1996 kwalificatie | 4          | 0                                          | 1           |
| 11 oktober 1995  | Solna, Zweden                | Zweden – Schotland        | 2 – 0   | Vriendschappelijk    | 3          | 0                                          | 0           |
| 15 november 1995 | Reggio Emilia, Italië        | Italië – Litouwen         | 4 – 0   | EK 1996 kwalificatie | 4          | 0                                          | 0           |
| 8 juni 1996      | Londen, Engeland             | Engeland – Zwitserland    | 1 – 1   | EK 1996              | 6          | 0                                          | 0           |
| 10 november 1996 | Bern, Zwitserland            | Zwitserland – Noorwegen   | 0 – 1   | WK 1998 kwalificatie | 5          | 0                                          | 0           |
| 2 april 1997     | Bursa, Turkije               | Turkije – Nederland       | 1 – 0   | WK 1998 kwalificatie | 4          | 0                                          | 0           |
| 11 oktober 1997  | Jerevan, Armenië             | Armenië – Oekraïne        | 0 – 2   | WK 1998 kwalificatie | 5          | 0                                          | 1           |
| 22 april 1998    | Londen, Engeland             | Engeland – Portugal       | 3 – 0   | Vriendschappelijk    | 2          | 0                                          | 1           |
| 9 juni 1999      | Győr, Hongarije              | Hongarije – Slowakije     | 0 – 1   | EK 2000 kwalificatie | 4          | 0                                          | 0           |
| 4 september 1999 | Zagreb, Kroatië              | Kroatië – Ierland         | 1 – 0   | EK 2000 kwalificatie | 5          | 0                                          | 0           |
| 13 november 1999 | Glasgow, Schotland           | Schotland – Engeland      | 0 – 2   | EK 2000 kwalificatie | 10         | 0                                          | 0           |